# افرای پوست‌ماری
افرای پوست‌ماری (نام علمی: Acer sect. Macrantha) نام یک بخشه از سرده افرا است.